# Heike Reiter
Heike Reiter (* 4. August 1969) ist eine deutsche Schriftstellerin. Sie schreibt Kurzgeschichten und Romane der Genres Phantastik und Kriminalroman. 

## Leben und Werk
Schon in der Kindheit begann sie mit dem Schreiben von Geschichten. Ihre erste Kurzgeschichte wurde 2000 veröffentlicht; zahlreiche Veröffentlichungen in Anthologien (u. a. im Rowohlt Verlag), in Literaturzeitschriften (u. a. Freiberger Lesehefte), im Internet und im Rundfunk folgten.
Mit Jenseits des Wächtersteins erschien 2003 Reiters erster Roman im Genre Phantastik. Der Roman handelt von einer jungen Frau, deren Reise in und durch die Bretagne immer mehr auch eine Reise zu ihr selbst wird. Mit diesem Buch war Reiter für den Deutschen Phantastik-Preis nominiert.
In Reiters Regionalkrimi-Reihe Mörderisches Franken sind bislang vier Romane erschienen (Stand: 2011).
Heike Reiter ist verheiratet und lebt mit ihrer Familie in Franken.

## Werke
- Jenseits des Wächtersteins – Katalins magische Reise in die Bretagne, Roman, DüsselART Verlag, Düsseldorf 2003, ISBN 3-9806851-7-9
- Traumscherben – Das zweite Gesicht von Paris, Roman, DüsselART Verlag, Düsseldorf 2004, ISBN 3-9806851-9-5
- Der Juwelengarten – Zauberreich-Geschichten und andere Erzählungen, Erzählungen, DüsselART Verlag, Düsseldorf 2006, ISBN 978-3-9809938-0-7
- Im Bann der Flöte, Roman, DüsselART Verlag, Düsseldorf 2007, ISBN 978-3-9809938-2-1
- Reihe Mörderisches Franken:
  - Madame Juliette – Theresa Vincenzos 1. Fall, Roman, DüsselART Verlag, Düsseldorf 2007, ISBN 978-3-9809938-3-8
  - Lindenkönigin – Theresa Vincenzos 2. Fall, Roman, DüsselART Verlag, Düsseldorf 2008, ISBN 978-3-9809938-4-5
  - Die Rother Verschwörung – Theresa Vicenzos 3. Fall, Roman. DüsselART Verlag, Düsseldorf 2009, ISBN 978-3-9809938-5-2
  - Der Totengeiger – Theresa Vicenzos 4. Fall, Roman. DüsselART Verlag, Düsseldorf 2010, ISBN 978-3-9809938-6-9